# Mitrofan Belaïev
 (juillet 2023).
Si vous disposez d'ouvrages ou d'articles de référence ou si vous connaissez des sites web de qualité traitant du thème abordé ici, merci de compléter l'article en donnant les références utiles à sa vérifiabilité et en les liant à la section « Notes et références ».
Pour les articles homonymes, voir Beliaïev.
Mitrofan Petrovitch Belaïev (russe : Митрофан Петрович Беляев), né le 10 février 1836 (22 février dans le calendrier grégorien) à Saint-Pétersbourg et mort le 22 décembre 1903 (4 janvier 1904 dans le calendrier grégorien) à Saint-Pétersbourg, est un éditeur de musique russe, un grand mécène, et le propriétaire d'une grande entreprise de bois en Russie. Il est également le fondateur du cercle Belaïev, une société de musiciens russes dont les membres comprenaient entre autres Nikolaï Rimski-Korsakov, Alexandre Glazounov et Anatoli Liadov. Son nom est souvent transcrit Belaieff ou Belyayev. En 1886, le célèbre peintre russe Ilia Répine a fait un portrait de Belaïev.

## Biographie
Belaïev était le fils d'un riche marchand de bois russe, grand propriétaire de terres, et d'une mère suédoise. Très tôt, il a travaillé dans l'entreprise de son père, dont il a assuré la marche pendant plus de 30 ans. Cependant sa passion s'est tournée vers la musique.
Belaïev avait appris à jouer du violon, de l'alto et du piano quand il était écolier, et il a joué de l'alto pendant de nombreuses années dans un quatuor à cordes. Plus tard, il est devenu membre d'un cercle d'amis à Saint-Pétersbourg s'occupant de musique de chambre, et avec les dirigeants de l'époque de ce cercle - Anatoli Liadov et Alexandre Borodine - ils ont entrepris des voyages en Russie et à l'étranger pour mieux connaître la musique. C'est ainsi qu'ils sont allés parmi d'autres endroits à Bayreuth. Belaïev avait appris plusieurs langues étrangères, dont l'allemand.
Un événement important pour l'avenir de Belaïev et son rôle important de chef de file de la vie musicale en Russie a été sa rencontre en 1882 avec le très talentueux et à peine âgé de 17 ans Alexandre Glazounov, dont la Symphonie no 1 a été créée à cette époque. L'engagement croissant de Belaïev dans la promotion des compositeurs russes l'a conduit à un retrait progressif de son activité de marchand de bois. En 1884, il a fondé le «prix Glinka», qui a été attribué annuellement. Les premières années, les gagnants ont été Borodine, Mily Balakirev, Piotr Ilitch Tchaïkovski, Nikolai Rimsky-Korsakov, César Cui et Liadov.
En 1885, Belaïev a créé la maison d'édition "MP Belaïev" à Leipzig afin d'obtenir le copyright international au bénéfice des compositeurs russes, car jusque-là, ce copyright international ne s'appliquait pas à la musique publiée en Russie. Finalement, il a publié plus de 2 000 œuvres de compositeurs russes, dont la première a été l'Ouverture nº 1 en sol mineur pour orchestre "Sur des Thèmes Grecs"  de Glazounov. Les œuvres ont été publiées avec un soin très élevé, tandis que les auteurs ont reçu des honoraires plus élevés que de coutume tout en gardant le plein contrôle sur les droits d'exécution. Ainsi l'action de Belaïev a représenté une importante contribution pour la promotion et la diffusion de la musique russe. Dans un premier temps, c'est Belaïev qui sélectionnait les œuvres qui devaient être publiées; par la suite, il prenait l'avis d'un conseil, qui était composé de Rimsky-Korsakov, Liadov et Glazounov. Non seulement la maison d'édition acceptait les compositeurs de Saint-Pétersbourg, mais aussi les compositeurs moscovites qui étaient cependant plus «occidentalisés» comme Sergueï Taneïev et Alexandre Scriabine. Après la révolution d'Octobre, l'entreprise d'édition a poursuivi ses opérations à Leipzig jusqu'à la Seconde Guerre mondiale, quand elle a déménagé à Bonn. Plus tard, elle a déménagé à Francfort-sur-le-Main, et en 1971, les Edition Peters ont repris sa gestion.
En 1885 Belaïev a créé les Concerts symphoniques russes à Saint-Pétersbourg pour permettre aux jeunes compositeurs russes de voir leurs œuvres symphoniques exécutées et à partir de 1891 dans sa maison, étaient organisés de manière hebdomadaire les «vendredis du quatuor» («Les Vendredis»). Les compositeurs soutenus par Belaïev ont plusieurs fois écrit des contributions musicales à la fois en son honneur et pour participer à ces rencontres. Par exemple, pour son 50e anniversaire, Rimsky-Korsakov, Borodine, Liadov et Glazounov ont collaboré à un quatuor à cordes sur les notes B-la-f (si la fa). Un autre de leurs projets communs était une série de variations sur un thème russe pour piano et orchestre, pour laquelle, Alexander Kopylov (en), Nikolaï Sokolov et d'autres membres du cercle ont contribué chacun à une variation.
Mort le 22 décembre 1903 (4 janvier 1904 dans le calendrier grégorien), Mitrofan Belaïev est d'abord enterré au Cimetière de Novodievitchi de Saint-Pétersbourg. En 1936, ses restes sont transférés au cimetière Tikhvine au sein du monastère Saint-Alexandre-Nevski.